# Joshua Sou
Joshua Sou (ur. 17 lutego 1987) – kambodżański zapaśnik w stylu wolnym.
Brązowy medalista igrzysk Azji Południowo-Wschodniej w 2013 roku.